# Беркс (округ, Пенсільванія)
Шаблон:StateAbbr_ 40°25′ пн. ш. 75°56′ зх. д. / 40.42° пн. ш. 75.93° зх. д.
Округ  Беркс (англ. Berks County) — округ (графство) у штаті  Пенсільванія, США. Ідентифікатор округу 42011.

## Історія
Округ утворений 1752 року.

## Демографія
За даними перепису 
2000 року 
загальне населення округу становило 373638 осіб, зокрема міського населення було 272203, а сільського — 101435.
Серед мешканців округу чоловіків було 182956, а жінок — 190682. В окрузі було 141570 домогосподарств, 98463 родин, які мешкали в 150222 будинках.
Середній розмір родини становив 3,05.
Віковий розподіл населення поданий у таблиці:
| Стать    | До 15 років | 15-21 | 22-29 | 30-39 | 40-49 | 50-65 | 65-85 | Понад 85 |
| -------- | ----------- | ----- | ----- | ----- | ----- | ----- | ----- | -------- |
| Чоловіки | 39414       | 18240 | 17112 | 27980 | 28632 | 28274 | 21205 | 2099     |
| Жінки    | 37066       | 18042 | 16784 | 28107 | 28407 | 29390 | 27725 | 5161     |

## Суміжні округи
- Скайлкілл — північ
- Лігай — північний схід
- Монтгомері — схід
- Честер — південний схід
- Ланкастер — південний захід
- Лебанон — захід

## Виноски
1. ↑  U.S. Decennial Census. United States Census Bureau. Архів оригіналу за 12 квітня 2013. Процитовано 5 березня 2015.
2. ↑  Historical Census Browser. University of Virginia Library. Архів оригіналу за 11 серпня 2012. Процитовано 5 березня 2015.
3. ↑  Forstall, Richard L., ред. (24 березня 1995). Population of Counties by Decennial Census: 1900 to 1990. United States Census Bureau. Архів оригіналу за 20 березня 2015. Процитовано 5 березня 2015.
4. ↑  Census 2000 PHC-T-4. Ranking Tables for Counties: 1990 and 2000 (PDF). United States Census Bureau. 2 квітня 2001. Архів оригіналу (PDF) за 18 грудня 2014. Процитовано 5 березня 2015.
5. ↑  State & County QuickFacts. United States Census Bureau. Архів оригіналу за 7 липня 2011. Процитовано 16 листопада 2013. [Архівовано 2011-07-03 у Wayback Machine.](англ.) Наведено за англійською вікіпедією.
6. ↑  American FactFinder. Бюро перепису населення США. Архів оригіналу за 26 лютого 2012. Процитовано 31 січня 2008. [Архівовано 2008-05-21 у Wayback Machine.]

| США | Це незавершена стаття з географії США. Ви можете допомогти проєкту, виправивши або дописавши її. |